# 鮑伯·威爾契
羅伯托·林恩·威爾契（英語：Robert Lynn Welch，1956年11月3日—2014年6月9日），為美國職棒大聯盟的投手。生涯曾效力過道奇與運動家等隊。1976年，他曾率領東密西根大學拿下大學世界大賽的冠軍。
威爾契生涯入選過2次明星賽，3次世界大賽冠軍。1990年，他同時拿下勝投王與賽揚獎。他也是大聯盟最後一位單季拿下至少25勝的投手，他在1990年拿下27勝。

## 職業生涯

### 洛杉磯道奇
1978年6月20日，威爾契升上大聯盟。該年的世界大賽第二戰，年僅21歲的威爾契在9局上2人在壘時三振瑞吉·傑克森，因而聲名大噪。
1980年5月29日，威爾契對勇士投出無安打比賽。他全場只讓一人上壘，差點就上演完全比賽。1981年，威爾契隨道奇隊拿下世界大賽冠軍。
1983年，威爾契在同場比賽投出完封勝，並敲出致勝陽春砲。大聯盟一直到2019年才由諾亞·辛德賈德再次締造此紀錄。

### 奧克蘭運動家

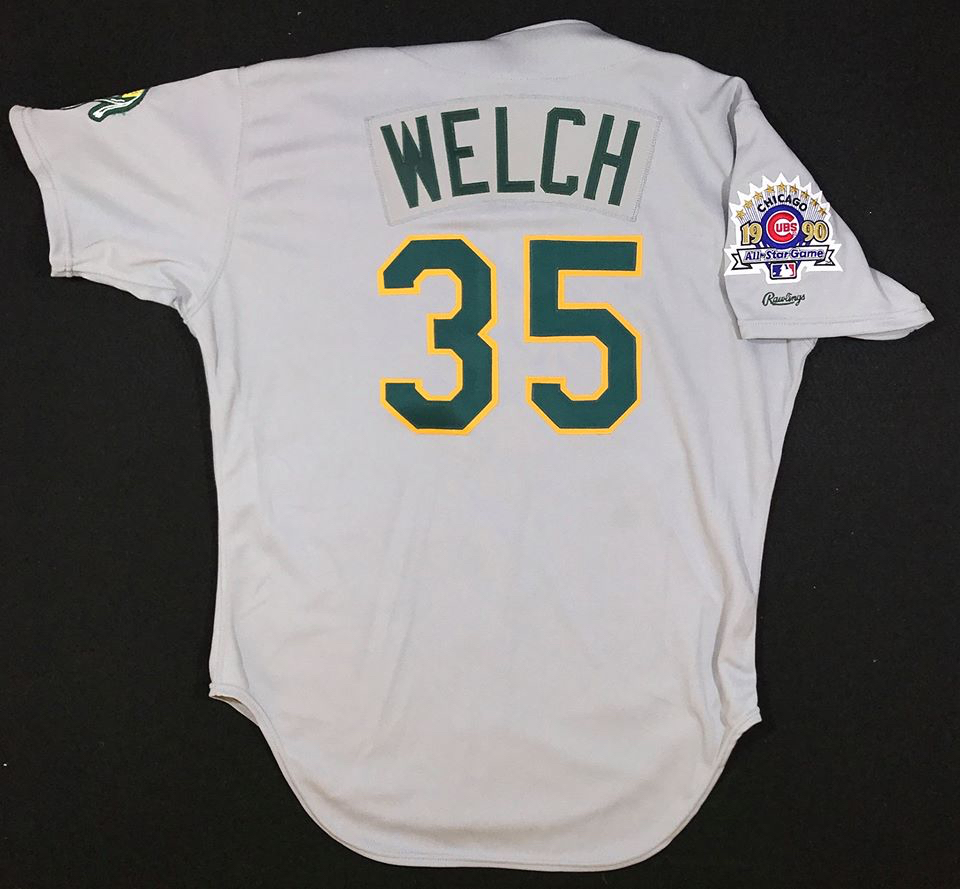
1990年，威爾契的明星賽球衣

1989年，威爾契拿下17勝8敗。他在美聯冠軍賽先發拿下一勝，幫助球隊闖進世界大賽。而威爾契原定在世界大賽第三戰先發，不過卻在比賽開打前發生大地震。世界大賽延後10多天開打，運動家決定讓前兩戰的先發擔任3、4戰的先發，而運動家最終順利橫掃巨人奪冠。
威爾契入選過2次明星賽，生涯有8個球季拿下單季超過14勝。1990年，威爾契以27勝拿下勝投王和賽揚獎。他也成為大聯盟最後一位拿下單季至少25勝的投手。
1990年世界大賽第二戰，威爾契擔任先發投手，不過球隊在延長賽敗北。最後運動家4連敗被紅人橫掃。

## 退休之後
退休後，威爾契轉任投手教練。他在2001年隨響尾蛇隊拿下世界大賽冠軍。2006年世界棒球經典賽，威爾契還擔任荷蘭隊的投手教練。之後他在運動家擔任投手教練，直至去世。
威爾契的兒子萊利在2008年大聯盟選秀第34輪被運動家選中，不過他並未和球隊簽約，而是繼續攻讀大學。之後萊利加盟道奇隊，目前在南達科他州的演示學院擔任投手教練。

## 去世
2014年6月9日，威爾契在家中洗澡時不慎跌倒弄斷脖子去世，享年57歲。後來發現他是因為心臟病發導致他在浴室跌倒。

## 外部連結
- 球員資訊和成績在MLB ，ESPN ，Retrosheet ，Baseball Reference ，Baseball Reference (Minors) ，Fangraphs ，The Baseball Cube （英文）
- 鮑伯·威爾契在台灣棒球維基館上的頁面（繁體中文）

| 前任： 戴夫·史都華 | 美國聯盟全明星賽先發投手 1990年 | 繼任： Jack Morris |